# Афганский снежный вьюрок
Афганский снежный вьюрок или афганский земляной воробей (лат. Montifringilla theresae) — певчая птица семейства воробьиных. Эндемик Афганистана, гнездящийся в горах Северного Гиндукуша (зимует также в юго-восточном Туркменистане).

## Систематика
Афганский снежный вьюрок описан как отдельный вид в 1937 году британским орнитологом Р. Майнерцхагеном и из-за крайне ограниченного ареала оставался лишь отрывочно описанным до второй половины 1970-х годов. Данный вид традиционно причисляется к роду Montifringilla, однако существует распространённое мнение, согласно которому этот род не является монофилетическим, и M. theresae (так же как M. blanfordi, M. davidiana, M. ruficollis и M. taczanowskii) должен быть включён в отдельный род Pyrgilauda на основании комплекса экологических характеристик. В результате в ряде биологических справочных источников вид фигурирует как Montifringilla theresae, а в других как Pyrgilauda theresae.

## Внешний вид и образ жизни
Взрослые особи серо-коричневые, с чёрными уздечкой и горлом. Клюв серый или чёрный, у самцов встречается кирпично-красная радужка глаз. На спине и плечах небольшое количество чёрных пестринок, гузки однотонные палево-бурые, остальное оперение нижней части тела светло-коричневое или палевое. Концы средних и больших кроющих перьев палевые или белые. Чёрные детали лица (в зимние месяцы исчезающие) позволяют отличить афганского снежного вьюрка от снежного вьюрка Montifringilla nivalis, ареал которого включает и Северный Гиндукуш. Половой диморфизм минимален: самцы и самки похожи, но различимы. У самцов, помимо уздечки и горла, в чёрный цвет окрашена нижняя часть лба, самки в целом более тусклые, скорей бурые, чем серые, с меньшей площадью чёрных перьев на голове и белых кончиков кроющих перьев. Размах крыльев у самцов от 84,5 до 99 мм, у самок от 87 до 96 мм, длина заострённого клюва, более длинного, чем у других снежных вьюрков, 13—15 мм. Масса тела у самцов 23—35 г, у самок 24—28 г.
В брачный сезон обычно встречаются поодиночке или парами, зимой чаще собираются в стаи, в которых наряду с ними встречаются другие виды снежных вьюрков, а также рогатые жаворонки и каменные воробьи. Полёт прямой, не скачкообразный. Кормятся на земле, преимущественно семенами осоки, вьюнка и Thuspeinanta persica но в рацион входят также муравьи, куркулионоидныеи другие насекомые.

## Ареал и охранный статус
Афганские снежные вьюрки гнездятся на ограниченной территории в горах Северного Гиндукуша (Афганистан) между 67° и 69° в. д. на открытых горных склонах, плато и перевалах на высотах от 2575 до 3000 м над уровнем моря. В зимний период спускаются в долины, ближе к сельскохозяйственным посадкам, в том числе не только в Афганистане, но и в юго-восточном Туркменистане. В 1983—1986 годах также наблюдались в Таджикистане (вблизи поселка Ляур в 25 км к юго-западу от Душанбе): прилетали на водопой с третьей декады октября до ноября—декабря (до выпадения дождей).
Хотя афганские снежные вьюрки обитают на ограниченной территории, нет оснований полагать, что данный вид подпадает под критерии уязвимости, принятые Международным союзом охраны природы и основывающиеся как на площади ареала, так и на его флуктуациях, сильной раздробленности и тенденциях к уменьшению популяции. Популяция вида считается стабильной и плотной для мест его обитания, поэтому в Красной книге афганский снежный вьюрок оценивается как вид под наименьшей угрозой.